# Zinaida Batrajewa
Zinaida Batrajewa (ros. Зинаида Николаевна Батраева; ur. 4 października 1922 we wsi Durykino w rejonie sołnecznogorskim (obwód moskiewski), zm. 22 kwietnia 2021 w Moskwie) – radziecki wywiadowca, kadrowy pracownik radzieckiego wywiadu zagranicznego.
Urodziła się w rodzinie chłopskiej. Po ukończeniu szkoły średniej zapisała się do Moskiewskiego Instytutu Inżynierów Transportu, ale rok później została zmuszona do jego opuszczenia - w tym czasie w starszych klasach szkół średnich i w uczelniach wyższych wprowadzono czesne, na które nie stać było rodziny Zinaidy. Podjęła pracę w archiwum NKWD. 
Do ataku Niemiec na ZSRR pracowała jako starszy rejestrator w kartotekach, potem wraz z macierzystą jednostką została ewakuowana do Swierdłowska (Jekaterynburg) na Uralu. Tam została wysłana na studia do Swierdłowskiej Szkoły NKWD, która szkoliła pracowników kontrwywiadu i wywiadu. W listopadzie 1942 ukończyła ją z doskonałym wynikiem i została wysłana do Moskwy jako młodszy pełnomocny pracownik operacyjny na Moskwę i obwód moskiewski. Była to konkretna praca operacyjna - spotkała się z agenturą, zajmowała się werbunkiem. 
W październiku 1943 została przeniesiona do pracy w wywiadzie zagranicznym. Tym razem kontynuowała naukę w Wyższej Szkole NKGB, gdzie oprócz dyscyplin specjalnych studenci aktywnie studiowali języki obce. Poznała tam swojego przyszłego męża, Borisa Batrajewa. Pod koniec 1945 oboje celująco zdali egzaminy końcowe i zostali wysłani do pracy w Pierwszym (wywiadowczym) Zarządzie NKGB: Boris - w jednostce wywiadu naukowego i technicznego, Zinaida - w dziale informacyjnym. Pobrali się w 1946.
Celem ich pierwszej delegacji zagranicznej były Włochy, dokąd wyjechali w marcu 1947. "Tatiana" (taki był operacyjny pseudonim Zinaidy) pracowała w rezydenturze jako tłumacz, ale często była zaangażowana w pracę operacyjną. 
Po 1961 małżonkowie - oficerowie radzieckiego wywiadu zagranicznego wyjeżdżali w delegacje do egzotycznych krajów: Cejlonu, Indii i Pakistanu, gdzie Boris był rezydentem. Byli także w Meksyku i we Francji. W Paryżu przez pięć lat Zinaida  utrzymywała łączność z Caridad Mercader – matką Ramona Mercadera, który dokonał udanego zamachu (20 sierpnia 1940) na życie Lwa Trockiego przebywającego w Meksyku. 
Ich ostatnia zagraniczna podróż odbyła się w 1987 roku. Ogólnie rzecz biorąc, Batrjewowie spędzili dokładnie ćwierć wieku w sześciu długoterminowych delegacjach zagranicznych. 
Zinaidzie jest poświęcony osobny rozdział w zbiorze "Kobiece losy wywiadu" ("Женские судьбы разведки") autorstwa oficjalnego historiografa Służby Wywiadu Zagranicznego Federacji Rosyjskiej Władimira Antonowa. 
Zmarła 24 kwietnia 2021 roku w Moskwie w wieku 99 lat.